# Zsolt Petry
Zsolt Petry, né le 23 septembre 1966 à Budapest en Hongrie, est un footballeur international hongrois, devenu entraîneur des gardiens, qui évoluait au poste de gardien de but.

## Biographie

### Carrière de joueur
Zsolt Petry dispute 12 matchs en Coupe de l'UEFA, et deux matchs en Coupe Intertoto,.

### Carrière internationale
Zsolt Petry participe avec la sélection hongroise à la Coupe du monde des moins de 20 ans 1985 organisée en Union soviétique. Lors du mondial, il joue trois matchs : contre la Colombie, la Tunisie, et enfin la Bulgarie.
Zsolt Petry compte 38 sélections avec l'équipe de Hongrie entre 1988 et 1996. 
Il est convoqué pour la première fois par le sélectionneur national György Mezey pour un match amical contre la Grèce le 15 novembre 1988 (défaite 3-0). Il reçoit sa dernière sélection le 18 mai 1996 contre l'Angleterre (défaite 3-0).
Il dispute deux matchs comptant pour les qualifications de la Coupe du monde 1986, et six matchs comptant pour les tours préliminaires du mondial 1994.

## Palmarès
- Avec le MTK Hungária
  - Champion de Hongrie en 1987

- Avec le Budapest Honvéd
  - Champion de Hongrie en 1991